# 疮疱表皮杆状菌
疮疱表皮杆状菌旧名痤疮丙酸杆菌（Propionibacterium acnes），是一种生长相对缓慢的典型革兰氏阳性菌，杆状，兼性厭氧；其与痤疮相关，且可引起慢性睑炎以及眼内炎，特别是后者还需要眼科手术解决。细菌的基因组中测序列工作中已经进行的一项研究显示，一些基因会产生分解皮肤的酶和可能免疫原性的蛋白。
这种细菌在很大程度上是偏利共生的，并且是存在于大多数健康成年人的皮肤上皮肤菌群一部分。它通常在健康青春期的少年的皮肤上是几乎检测不到的。它主要依赖通过在毛囊皮脂腺分泌的皮脂脂肪酸为生，并依赖其他食物为生。